# Bresle
Bresle je asi 68 km (podle jiných pramenů více) dlouhá řeka v severozápadní Francii, která ústí do Lamanšského průlivu u obce Le Tréport na Alabastrovém pobřeží. Povodí řeky Bresle o rozloze 748 čtverečních kilometrů zahrnuje celkem 115 obcí s celkovou populací 65 000 obyvatel. Řeka odedávna sloužila i jako přírodní hranice mezi významnými politickými entitami. Údolí řeky Bresle je známé sklářským průmyslem, který se datuje až do středověku a dnes je předním světovým centrem výroby luxusních skleněných lahviček na parfémy a podobných výrobků. Přestože se podél břehů nachází množství skláren, Bresle si zachovává bohatou přírodu s rozmanitými druhy rostlin a živočichů. Řeka je domovem pro velké populace atlantského lososa a mořského pstruha.